# Л1839ВМ1
Az Л1839ВМ1 (L1839VM1) jelű integrált áramkör egy egylapkás 32 bites, a DEC VAX–11/750 számítógéppel utasítás szinten kompatibilis mikroprocesszor, amely az Л1839 csipkészlettel felépített számítógépekben a központi processzor szerepét tölti be. 3 µm-es csíkszélességű, két fémrétegű CMOS technológiával készül, jelenleg (a 2000-es években) is gyártja az oroszországi Angsztrem cég (pl. a 1839ВМ1Ф jelű változatot).
A mikroprocesszornak 16 32 bites általános célú regisztere és 32 bites kétirányú adat- és címsíne van. A csip vezérlése mikroprogramozott, a mikroprogramot egy külön, külső mikroprogram-ROM tartalmazza. A processzor utasításkészlete 304  utasításból áll, a processzornak 32 szintű megszakítási rendszere van. Az utasításkészlet binárisan / a gépi kód szintjén kompatibilis a DEC VAX–11 gépeinek utasításkészletével, és a csipkészlet felépítése is hasonló a VAX gépek processzorait alkotó szerkezeti elemekhez. A processzorral ill. csipkészlettel a VMS operációs rendszert futtató számítógépek építhetők, ilyen processzor vezérli az Elektronyika-32 számítógépet is. A processzor, illetve a К1839 csipkészlet kifejlesztése 1984-től 1989-ig tartott az (akkori) Angsztrem mikrotechnológiai kutatóintézetben. A fejlesztéshez csak a DEC dokumentációt használták fel, tehát a csipkészlet kifejlesztése nem mérnöki visszafejtésen alapult, és a fejlesztők az eredetihez képest újításokat is bevezettek, például a részegységek közül is néhányat egy csipbe vontak össze. A fejlesztés V. L. Dshunjan irányítása alatt folyt, aki jelenleg az Angsztrem cég igazgatója.

## Jellemzők
Elektromos jellemzők:
- tápfeszültség: 5 V
- áramfelvétel: 8-10 mA
- órajelfrekvencia: 10 MHz
- egy szorzás utasítás végrehajtásának ideje, regiszteres címzési móddal: 200 ns.
- üzemi hőmérsékleti tartomány: −60 – +85 С°

## Felépítés
A Л1839ВМ1 mikroprocesszor a következő funkcionális egységekből áll:
- parancsdekódoló (дешифратор команд, ДШК);
- műveleti egység (операционный блок, ОБ);
- mikroutasítás-lehívó egység (блок приема микрокоманд, БПМК);
- interfész (интерфейсный блок, ИБ);
- memóriavezérlő (диспетчер памяти, ДП);
- megszakításkezelő egység (блок прерываний, БПР);
- szinkronizációs egység.

A parancsdekódoló, műveleti és memóriavezérlő egységek a belső 32 bites processzorsínhez csatlakoznak, és azt használják az egymás közötti, valamint a külső sínnel történő adatcserére. A belső sín a bemeneti-kimeneti elemeken keresztül csatlakozik a külső sínhez, amiket az interfész blokk vezérel. Ugyanezen a sínen történik a címek, adatok és utasítások átadása.

## Kivitelezés és felhasználás
Az Л1839ВМ1 mikroprocesszor jelenleg 6111.132-3 típusú fém-kerámia (132 érintkezős PGA) tokozásban készül.
Az Л1839ВМ1 integrált áramköröknek, ahogy az Л1839 készlet többi IC-jének is, igen szigorú minőségi követelményeknek kell megfelelniük. Ezeket az áramköröket speciális célú berendezésekben alkalmazzák, így többek között a Glonaszsz-M műholdak fedélzeti számítógépeiben, repülőgépek fedélzeti számítógépeiben, (orosz gyártmányú) légvédelmi fegyverek (légvédelmi rakéták) számítógépeiben és vezérlőrendszereiben. Az Л1839ВМ1 processzort polgári célú ipari berendezésekben és több számítógépben is alkalmazzák.

## Fordítás
Ez a szócikk részben vagy egészben  a(z)   Л1839ВМ1 című orosz Wikipédia-szócikk ezen változatának fordításán alapul.  Az eredeti cikk szerkesztőit annak laptörténete sorolja fel. Ez a jelzés csupán a megfogalmazás eredetét és a szerzői jogokat jelzi, nem szolgál a cikkben szereplő információk forrásmegjelöléseként.